# フォンテーヌモール
フォンテーヌモール（フランス語: Fontainemore [fɔ̃tɛnmɔʁ]）は、イタリア共和国ヴァッレ・ダオスタ州にある、人口約400人の基礎自治体（コムーネ）。

## 地理

### 位置・広がり

#### 隣接コムーネ
隣接するコムーネは以下の通り。括弧内のBIはビエッラ県所属を示す。
- アンドルノ・ミッカ (BI)
- ビエッラ (BI)
- イッシム
- リリアーヌ
- ポッローネ (BI)
- サリアーノ・ミッカ (BI)

## 行政

### 分離集落
フォンテーヌモールには、以下の分離集落（フラツィオーネ）がある。
- Barme, Borney, Chuchal, Clapasson, Coré, Espaz, Farettaz, Niana, Pian Pervero, Pillaz, Planaz, Plan Coumarial, Versaz